# Metro 2033 (powieść)

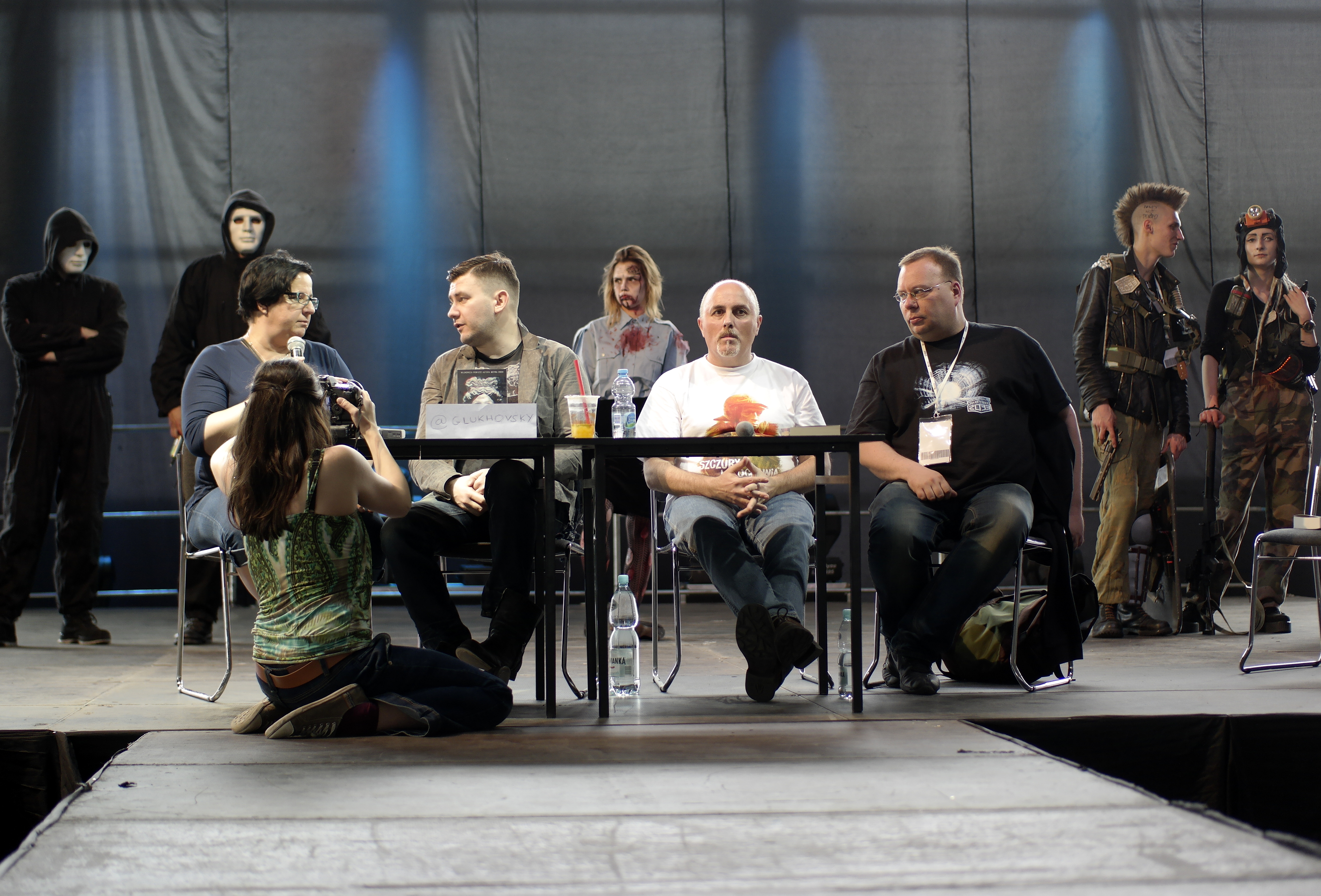
Dmitrij Głuchowski wraz z polskimi autorami serii: Robertem Szmidtem (w środku) i Pawłem Majką (z prawej)

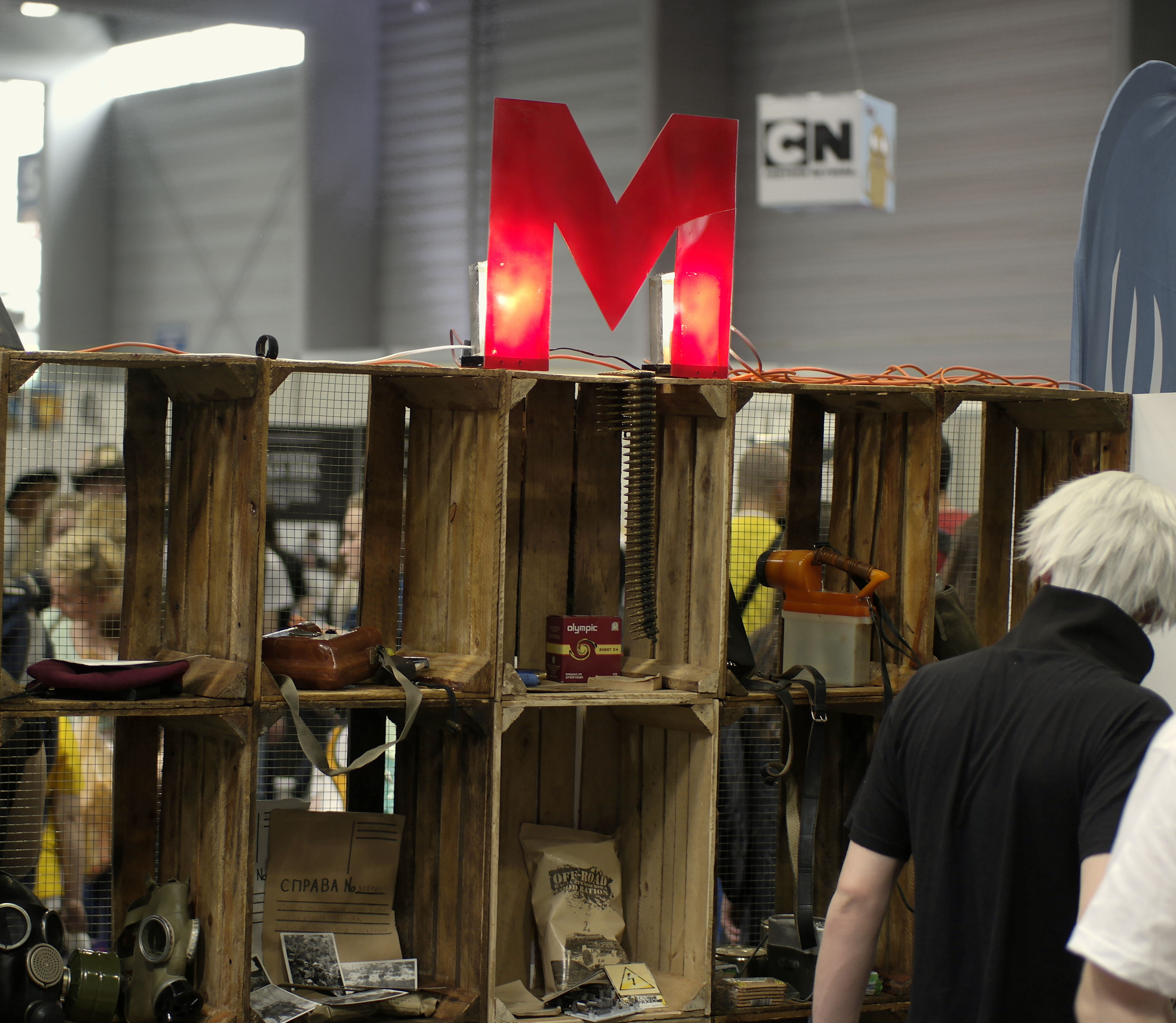
Stoisko reklamowe na Festiwalu Fantastyki Pyrkon, Poznań 2015

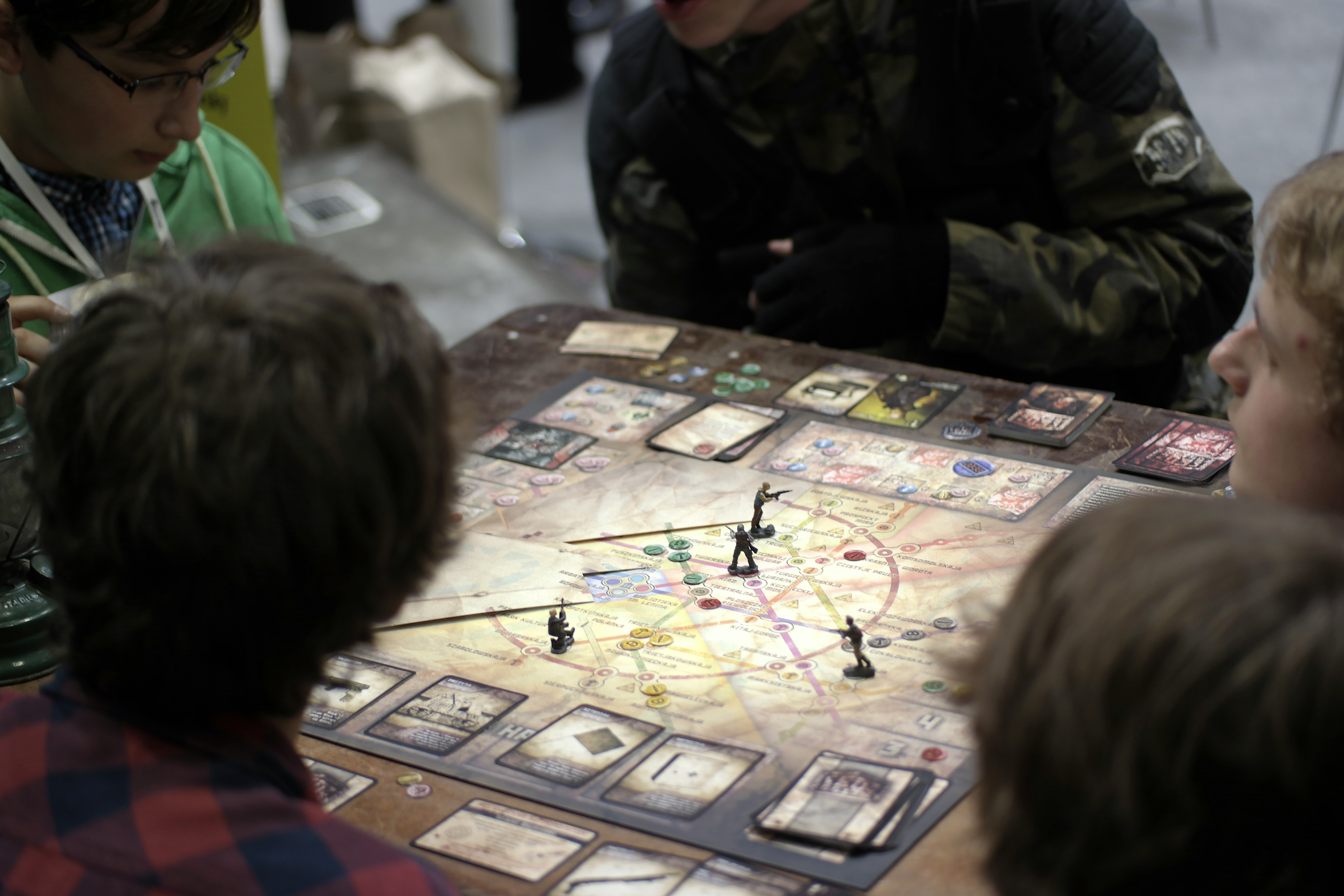
Gra planszowa Metro 2033

Metro 2033 (ros. Метро 2033) – rosyjska powieść postapokaliptyczna napisana przez Dmitrija Głuchowskiego, pierwsza część trylogii. Akcja powieści rozgrywa się w moskiewskim metrze w 2033 roku, 20 lat po wojnie nuklearnej. Została opublikowana w 2005 roku w Rosji, a w Polsce ukazała się w 2010 roku nakładem wydawnictwa Insignis Media. W 2007 roku nagrodzona za najlepszy debiut na europejskim konkursie literackim Eurocon w Kopenhadze.
Prawa do powieści zostały sprzedane do ponad 30 krajów na całym świecie, a liczba sprzedanych egzemplarzy na całym świecie przekroczyła 3 miliony. W Polsce do 2016 roku sprzedano ponad 200 tysięcy egzemplarzy.

## Struktura powieści
Książka jest przykładem postapokaliptycznej „powieści o dojrzewaniu” – pokazuje proces przemiany głównego bohatera, Artioma, lat 24, z wciąż zabawiającego się chłopca, w mężczyznę podejmującego świadome decyzje o poważnych konsekwencjach. Proces zostaje zapoczątkowany przez nieodpowiedzialną zabawę z kolegami, skutkującą śmiercią jednego z nich oraz otwarciem wejścia do metra dla groźnych mutantów. Artiom zostaje wybrany na towarzysza misji ratunkowej Huntera. W trakcie tej misji przemierza różne sektory metra, poznaje (często w bardzo bolesny sposób) sposoby życia poszczególnych grup zamieszkujących metro i spotyka wiele znaczących dla siebie postaci. Kontynuacja procesu dojrzewania bohatera ukazana jest w następnych dwóch powieściach trylogii: Metro 2034 i Metro 2035, zwłaszcza w tej ostatniej.

## Świat przedstawiony w powieści
Książka opowiada o ludziach, którzy przeżyli wojnę atomową. Niemal cała akcja rozgrywa się w moskiewskim metrze (największym na świecie schronie przeciwatomowym, mogącym pełnić funkcję podziemnego miasta), na którego stacjach i w przejściach mieszkają ludzie. Dzięki sprawnym działaniom obrony cywilnej sieć metra udało się uchronić przed skażeniem promieniotwórczym – niemal na wszystkich stacjach zamknięto hermetyczne wrota, aktywowano filtry przeciwradiacyjne i oczyszczające wodę. Wszystko wskazuje na to, że w chwili zagłady Moskwy w metrze mogło się schronić około 70 000 osób. Po 20 latach od czasu wojny atomowej, metro zamieszkiwane jest przez około 50 000 ludzi. Jedynie połowa stacji jest zaludniona – niektóre zostały porzucone, wiele zostało strawionych przez pożary bądź odciętych w wyniku zawalenia się tuneli. Są też stacje zdobyte przez istoty zamieszkujące powierzchnię. W opowiadaniu Przed i po (До и после) z 2008 roku Głuchowski pokrótce opisał, jak doszło do wybuchu wojny. Chiny dokonały ataku rakietowego na Tajwan. Stany Zjednoczone opowiedziały się po stronie Tajwanu i napadły na Chiny. W końcu Rosja zaatakowała USA. Na skutek globalnego konfliktu nuklearnego wszystkie duże miasta zostały starte z powierzchni ziemi, a planeta skażona radioaktywnie.
Mieszkańcy metra żywią się tym, co zdołają wyhodować w tunelach – przede wszystkim grzybami niepotrzebującymi do rozwoju światła słonecznego. Pod ziemią hodowane są też świnie i kury. Wiele stacji jest zaopatrywanych w elektryczność poprzez różnego typu generatory, jednak w związku z ich niską mocą często działa jedynie słabe, awaryjne oświetlenie. Większość przedmiotów codziennego użytku (z wyjątkiem tych, które od początku znajdowały się w metrze), a także broń, lekarstwa, paliwo itp. jest dostarczana przez licznych stalkerów, którzy udają się na powierzchnię, by przeszukiwać zrujnowane miasto. W podziemnym świecie funkcjonuje handel – uniwersalną walutą są naboje.

### Frakcje
Zaraz po wybuchu wojny atomowej scentralizowany system metra uległ rozpadowi. Stacje zaczęły funkcjonować samodzielnie. Prowadziły pomiędzy sobą wojny lub zawierały sojusze, jednoczone przez ideologie, religie, dostęp do czystej wody itp.
- Hanza (Związek Stacji Linii Okrężnej) – stacje znajdujące się na "okręgu" moskiewskiego metra. Ostoja kapitalizmu. Przez wiele lat ich mieszkańcy prowadzili wojny z Linią Czerwoną.
- Linia Czerwona – komuniści, którzy zamieszkują Linię Czerwoną, prowadzili długą, wyniszczającą wojnę z Hanzą o stację „Plac Rewolucji”. Konflikt zakończył się rozejmem. I sekretarzem Komunistycznej Partii Metra jest niejaki Moskwin.
- Czwarta Rzesza – naziści, szowiniści zamieszkujący stacje Puszkińską, Twerską i Czechowską. Wrogo nastawieni do ludności nie-rosyjskiej zamieszkującej metro.

Oprócz tego w metrze istnieje szereg niezależnych stacji połączonych w federacje, jak np. Stowarzyszenie WOGN czy Konfederacja Arbacka, Międzynarodowa Brygada Rewolucyjna im. Che Guevary (trockiści), oraz sekty (między innymi sekta Wielkiego Czerwia, sekta świadków Jehowy, sataniści).

## Historia wydania
Głuchowski zaczął pisać powieść jako nastolatek. Pomysł na książkę zrodził się, gdy jeszcze jako uczeń dojeżdżał do szkoły metrem z jednego jego krańca na drugi (godzina drogi w jedną stronę). Bohater książki pokonuje tę samą trasę, co autor w dzieciństwie, od stacji metra WOGN do stacji Arbacka (jedna ze stacji tworzących tzw. Polis).
Istotny wpływ na charakter książki miała twórczość takich pisarzy, jak Stanisław Lem, bracia Strugaccy, Ray Bradbury, Julio Cortázar, czy Franz Kafka. Inspiracje Głuchowski czerpał także z gier komputerowych, przede wszystkim z serii Fallout.
Książka była wielokrotnie wydawana:
- Pierwsza wersja powieści, o tytule Metro, składająca się z 13 rozdziałów (2002 rok) została zamieszczona na stronie internetowej autora. Tekst był podzielony według rozdziałów i przy każdym znajdowały się odnośniki do muzyki wybranej przez pisarza i zalecanej do słuchania w czasie czytania.

W pierwszej wersji główny bohater ginie postrzelony zbłąkaną kulą. Według autora było to oczywiste uwieńczenie fabuły. Wydawnictwa odmówiły wydania książki kończącej się w ten sposób, odpowiadając, że utwór nie pasuje do ich profilu wydawniczego. Dlatego autor zdecydował się opublikować tekst w Internecie. Stworzył w języku Flash stronę internetową i umieścił na niej utwór. Strona stała się bardzo popularna, odwiedzały ją dziesiątki tysięcy czytelników. Wielu z nich domagało się ożywienia bohatera i kontynuacji opowieści. Po kilku latach autor dojrzał do tego, by przeredagować książkę i uległ sugestiom czytelników. Od tego momentu powstawała ona przy ścisłej współpracy z fanami. Praca nad książką miała charakter interaktywnego eksperymentu. Swoją wiedzą na temat funkcjonowania moskiewskiego metra, różnego typu maszyn czy broni oraz informacjami dotyczącymi możliwego przebiegu ewolucji dzielili się między innymi pracownicy metra, inżynierowie, biolodzy, wojskowi (także funkcjonariusze Specnazu). Każdy kolejny rozdział był publikowany na bieżąco w Internecie, komentowany i poprawiany wraz z czytelnikami. Głuchowski określił to zjawisko mianem „literackiego beta testu”.
Do dziś pełny tekst Metra 2033 w języku rosyjskim znajduje się na stronie internetowej pisarza i dostęp do niego jest darmowy.
- Druga wersja powieści – 20 rozdziałów (2005 rok). Przeredagowana i uzupełniona, opublikowana była na stronie internetowej m-e-t-r-o.ru. Tak jak w pierwszej wersji, przy kolejnych rozdziałach znajdują się odnośniki do muzyki.

- Pierwsza publikacja powieści w formie drukowanej książki ukazała się 24 października 2005. Została wydana przez Eksmo w nakładzie 8000 egzemplarzy, później dodrukowano jeszcze 3000 egzemplarzy.

- Drugie książkowe wydanie powieści ukazało się w 2007 roku nakładem wydawnictwa Populiarnaja Litieratura, początkowo w ilości 100 000 egzemplarzy.